# Брглез, Милан
Милан Брглез (словен. Milan Brglez; Словенское произношение: [ˈmíːlam ˈbə́ɾɡlɛs] ; род. 1 сентября 1967) — словенский политолог и политический деятель, занимавший пост спикера Национального собрания Словении с 2014 по 2018 год. Он был членом Европейского парламента (MEP) с 2019 года. Член Социал-демократов, входящих в Партию европейских социалистов, Брглез был кандидатом на президентских выборах 2022 года.

## Образование
Брглез получил высшее образование в области политологии на факультете социальных, политических наук и журналистики Люблянского университета, а также получил степень магистра международного права на юридическом факультете Люблянского университета. Он получил докторскую степень в области международных отношений, специализируясь на теории международных отношений, защитив диссертацию под названием «Значение непозитивистских эпистемологических и реалистических онтологических предположений для теоретизирования международных отношений и методологий исследования международных отношений».

## Карьера в академии
В 1992 году Брглез начал свою работу на факультете социальных, политических наук и журналистики в качестве ассистента преподавателя кафедры международных отношений, охватывающей курсы политики международного права, дипломатических и консульских отношений и международных отношений. В 2007 году он стал доцентом и преподавателем курсов дипломатических и консульских отношений, теории международных отношений, избранных вопросов международного права, избранных вопросов дипломатического права и европейской защиты прав человека. В 2008 году он занял должность заведующего кафедрой международных отношений факультета социальных наук (Люблянский университет).

## Политическая карьера

### Карьера в национальной политике
В 2014 году Брглез вошел в национальную политику, когда присоединился к недавно созданной Партии Миро Черара (SMC, в 2015 году переименованной в Партию современного центра). Он занимал пост вице-президента партии. На парламентских выборах в июле 2014 года Брглез был избран в Национальную ассамблею, где SMC получил большинство с 36 из 90 мест. 1 августа он был избран спикером Национальной ассамблеи, сменив на этом посту Янко Вебера из социал-демократов.
На выборах 2018 года Брглез был переизбран в Национальное собрание от партии SMC. Однако после некоторых разногласий с партийными чиновниками Брглез объявил 26 июня 2018 года, что он исключен из партии. Официального решения о его исключении до сих пор не принято. В ноябре 2018 года вступил в социал-демократы.
С 2018 по 2019 год он был заместителем председателя Комитета по делам Европейского Союза и членом Комитета по внешней политике и Комитета по образованию, науке, спорту и молодежи.

### Член Европейского парламента с 2019 г. по настоящее время.
После европейских выборов 2019 года в мае 2019 года Брглез стал членом Европейского парламента от Словении в списке социал-демократов. Он является членом Комитета по занятости и социальным вопросам и заместителем члена Комитета по окружающей среде, общественному здравоохранению и безопасности пищевых продуктов. Помимо работы в комитете, он является членом Интергруппы Европейского парламента по правам ЛГБТ.

## Почести и достижения
- Награда Прешерна факультета социальных, политических наук и журналистики за дипломную работу « Иммунитеты и привилегии в современном дипломатическом и консульском праве: сравнительный анализ».
- Премия Зоре за магистерскую диссертацию «Кодификация современного дипломатического права» .
- Награда за лучшую докторскую диссертацию 2006 года факультета социальных наук Люблянского университета.
- (Со)автор 11 научных работ, пяти глав в монографиях и четырёх научных монографий.
- (Со)руководитель докторантов, магистрантов и более сотни студентов бакалавриата.
- Член Стратегического совета по иностранным делам при Министерстве иностранных дел.
- Вице-президент Словенского Красного Креста.
- Президент Словенской шахматной ассоциации.[6]